# اجواتر (آلاباما)
اجواتر (به انگلیسی: Edgewater) شهرکی در شهرستان جفرسون ایالت آلاباما است که مساحت آن ۳٫۲ کیلومترمربع است و در سرشماری سال ۲۰۱۰ میلادی، ۸۸۳ نفر جمعیت داشته و تراکم جمعیتی آن، ۲۷۵٫۹۴ در کیلومترمربع بوده است.